# Bivolje
Bivolje (serb. Бивоље) ist ein Ort in der serbischen Gemeinde Kruševac.
Der Ort hat 330 Einwohner (Zensus 2002).